# Gotafrid
Graf Gotafrid (auch Godofred, Gottfried) war ein fränkischer Adeliger, im frühen 9. Jahrhundert Präfekt des bairischen Ostlandes und in dieser Funktion auch Königsbote. Zur Zeit des Präfekten Werner war Gotafrid (Unter-)Graf in der Grafschaft zwischen Enns und Wienerwald.
Gotafrid geriet mit Reginhar, Bischof von Passau, über Landbesitz unter anderem in der Wachau und bei St. Pölten in Streit. Es handelte sich um ein Gebiet, das bereits Karl der Große dem Passauer Bischof Waldrich geschenkt hatte und das dem Bistum durch „die Grenzgrafen“ entrissen wurde. Nach inquisitorischer Feststellung des Sachverhaltes bestätigte König Ludwig der Fromme mit der Confirmatio Ludovici Pii im Jahr 823 dem Bischof den Besitz der widerrechtlich entfremdeten Güter.
Dieser Streit führte möglicherweise zur Absetzung Gotafrids. Ihm folgte spätestens 826 Graf Gerold II. als Präfekt des Ostlandes. Eine „Passauer Fälschung“, die ungefähr 150 Jahre später entstand, sollte das verlorene Diplom Ludwigs des Frommen ersetzen und die damit erhaltenen Passauer Besitzungen sicherstellen.